# 鹿野村 (台灣)
鹿野村為台灣日治時期日本移民村之一，位於台灣臺東縣關山鎮月眉至鸞山，面積達一千公頃，來自四國、九州的日籍移民人口約兩千人。
鹿野移民村成立於1915年，為台東廳長能勢靖一建請台灣總督府開發宣傳。該移民村農田產物以甘蔗製糖為主，在此，日本移民利用例如大型蒸氣耕耘機來開墾農地，自成一個社區。1933年時約有53戶、283人。1945年日治時期結束後，移民村結束，日籍移民全數返鄉。鹿野村所留農地，多於公地放領後仍成為台東縣龍田村的耕地。

## 山豬之患
鹿野屬私營移民村，範圍約於昔日卑南族、布農族獵場，山豬的不時出沒使移民痛苦萬分。經移民們多年一再陳情，臺灣總督府於昭和3年（1928年）撥款3萬3千圓，於鹿野村耕地四周構築山豬欄柵，山豬之患方解。